# Bildstock (Untereschenbach; Schottenweg)

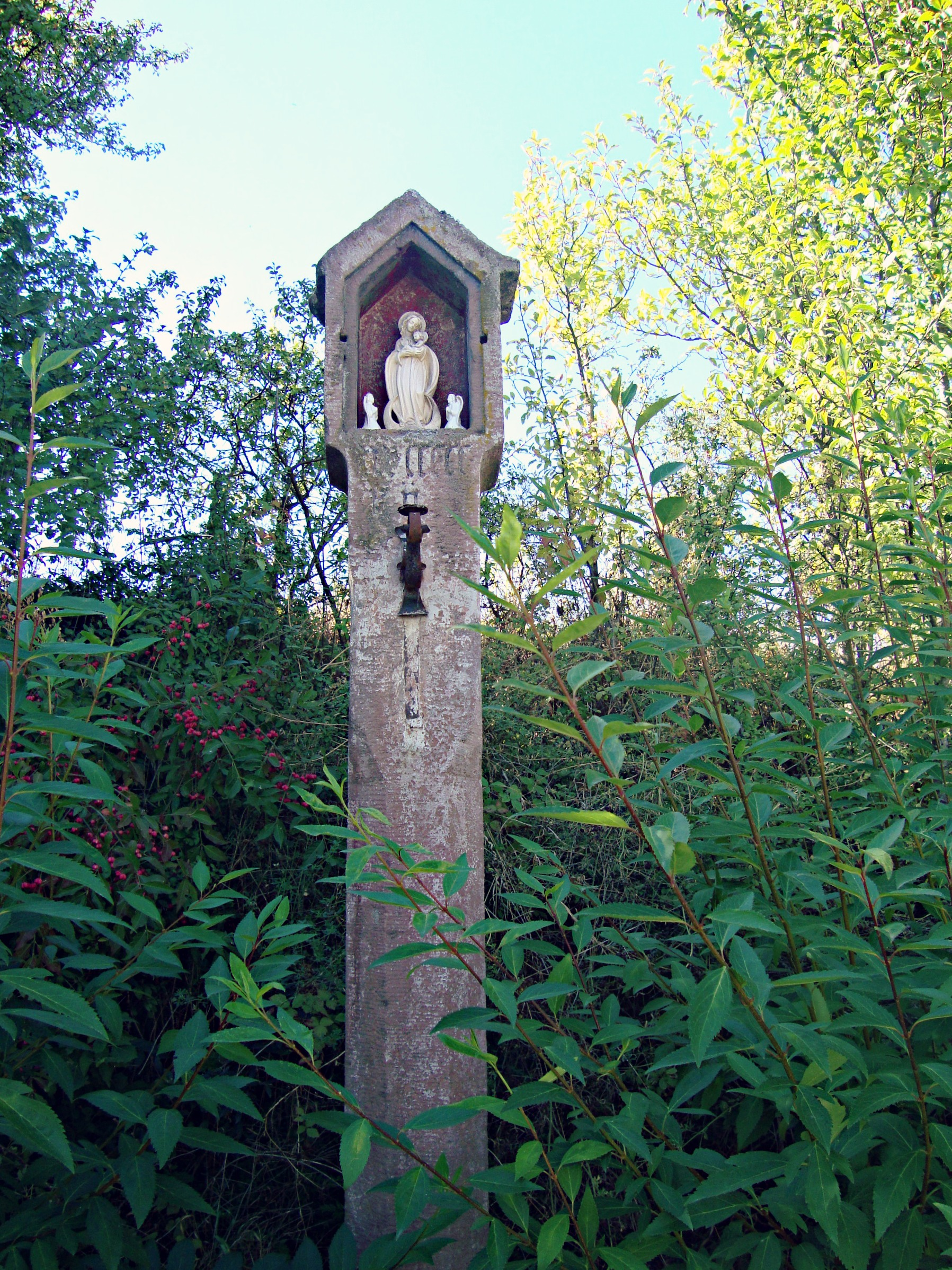
Bildstock in Untereschenbach, Flur Am Schottenweg.

Der Bildstock Schottenweg befindet sich in Untereschenbach, einem Gemeindeteil der Kleinstadt Hammelburg im unterfränkischen Landkreis Bad Kissingen in der Flur Am Schottenweg. Der Bildstock befindet sich links der Straße nach Diebach und an der Abzweigung zum Sodenberg.
Er gehört zu den Baudenkmälern von Hammelburg und ist unter der Nummer D-6-72-127-218 in der Bayerischen Denkmalliste registriert.

## Beschreibung
Der im Jahr 1512 entstandene Bildstock ist aus rotem Sandstein gefertigt. Kapitell und Schaft des Bildstocks bestehen aus einem Stück. Der Schaft hat einen Umfang von 72 cm; sein unterer Teil ist polygon. Hinter einer Glasnische befindet sich eine Muttergottes; darunter steht die Jahreszahl „MCCCCCXII“ (1512). Am Schafthals ist ein eiserner Kerzenhalter befestigt.